# Adam Taubitz
Adam Taubitz (Chorzów, Silesia Superior; 7 de octubre de 1967) es un músico de jazz, músico clásico, violinista y trompetista alemán, líder de la banda el guitarrista y compositor. Desde 1997 ha sido director segundo violinista en la Orquesta Filarmónica de Berlín bajo Claudio Abbado. Es más conocido por su trabajo con la Filarmónica de Berlín Jazz Group, que se estableció en 1999, y con el Aura Quartett.

## Biografía
El padre de Adam empezó a enseñarle a tocar el violín cuando tenía 5 años, y se unió a la Orquesta Filarmónica de Silesia seis años más tarde, y luego continuó sus estudios en Friburgo con Wolfgang Marschner.
En 1989 se convirtió en primera concertino de la Orquesta Sinfónica de Radio de Basilea bajo Nello Santi. En 1992 fue nombrado director artístico de la Sinfónica de Cámara de Basilea, y fundó la Camerata de Sa Nostra en Palma de Mallorca en 1994. Desde 1997 fue director segundo violinista en la Orquesta Filarmónica de Berlín bajo Claudio Abbado.
Aunque siempre muy interesado en muchos estilos diferentes de música, el jazz fue su mayor pasión y comenzó a aprender a tocar la trompeta y tocando jazz. En 1999 fundó la Orquesta Filarmónica de Berlín Jazz Group. Con este grupo que jugó - y aún lo hace - como solista de la trompeta y el violín en Europa y el Lejano Oriente. Él es también un miembro del Ensemble Ciudad Absoluto Nueva York (líder Kristjan Järvi) y el 1 de Violín del Aura Quartett Basilea, que recorrió Indonesia en 2011.
Vivien Schweitzer, de The New York Times describió su forma de tocar el violín como "enérgico", con "influencias de Oriente Medio".
Adam Taubitz ha realizado numerosas grabaciones como solista y como músico de jazz-, y ha jugado junto a Kirk Lightsey, Philip Catherine, Famoudou Don Moye, Julio Barreto, David Klein, Andy Scherrer, Emmanuel Pahud, Makaya Ntshoko, Gérard Wyss, Kai Rautenberg, Domenic Landolf, Daniel Schnyder, Marcin Grochowina, Thomas Quasthoff, Ole Edvard Antonsen, Angelika Milster, Dieter Hallervorden, Thomas Hampson y Nigel Kennedy.
Él vive en el momento como músico independiente en Suiza.